# Ócrea

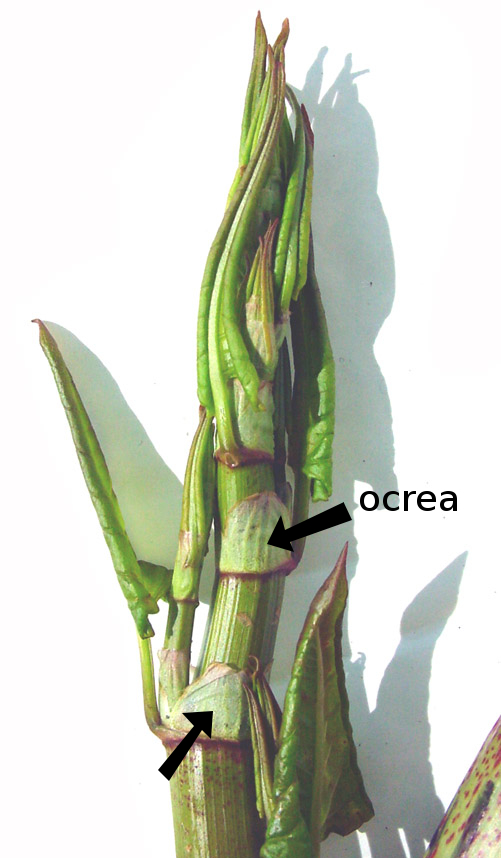
Ócrea en Fallopia japonica.

Se denomina ócrea a un conjunto existente en algunas plantas de dos estípulas axilares membranosas, soldadas totalmente por ambos bordes en una pieza en forma de cucurucho alargado, y que rodea el tallo a modo de vaina. Es propia de la familia botánica de las Polygonaceae, en la cual suministra importantes caracteres taxonómicos.
Las plantas que presentan ócrea se denominan ocreadas.

## Galería

En verde claro la ócrea, en verde oscuro la hoja (de base envainadora), en marrón el tallo.
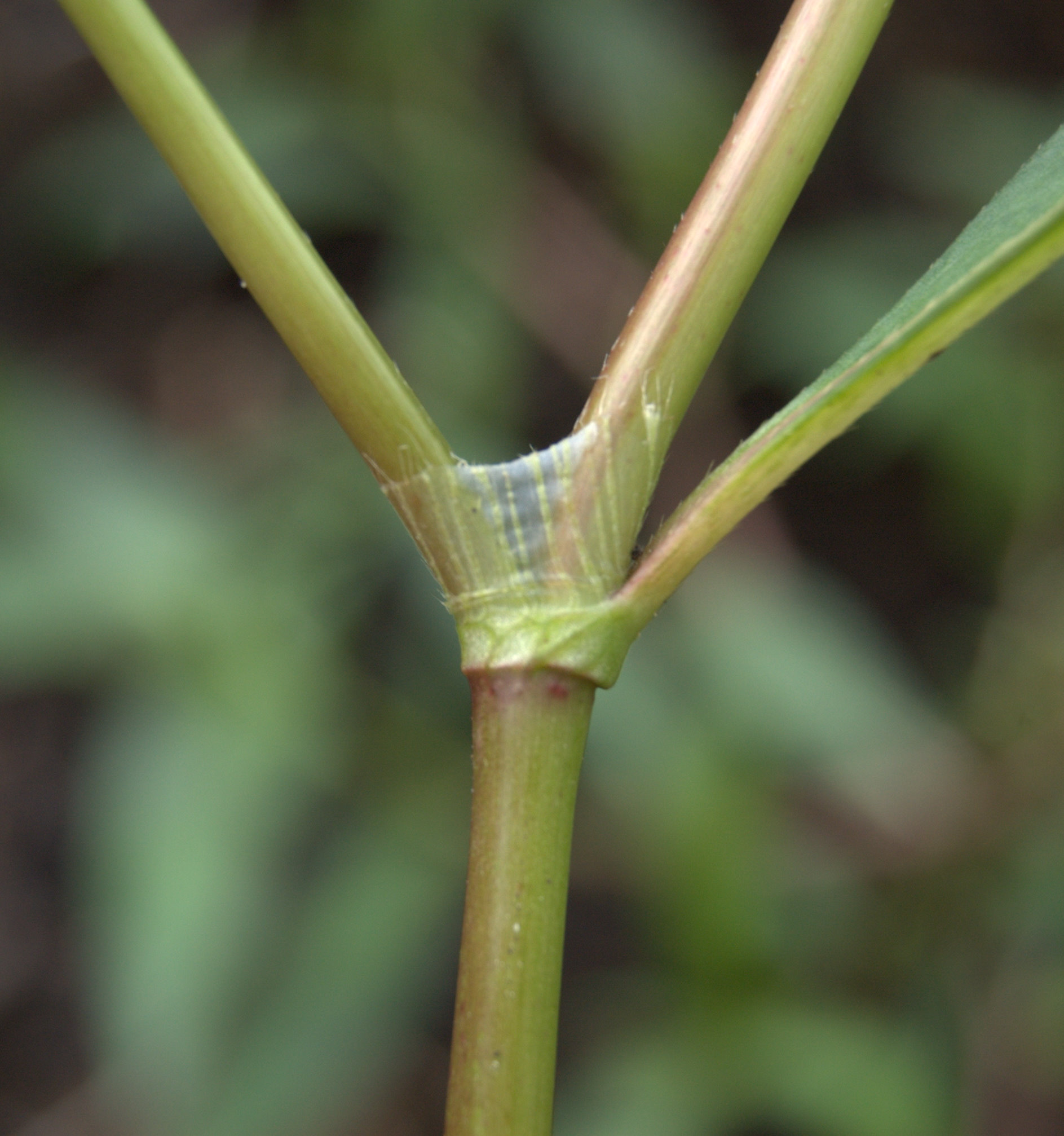
Ócrea  de Persicaria maculosa
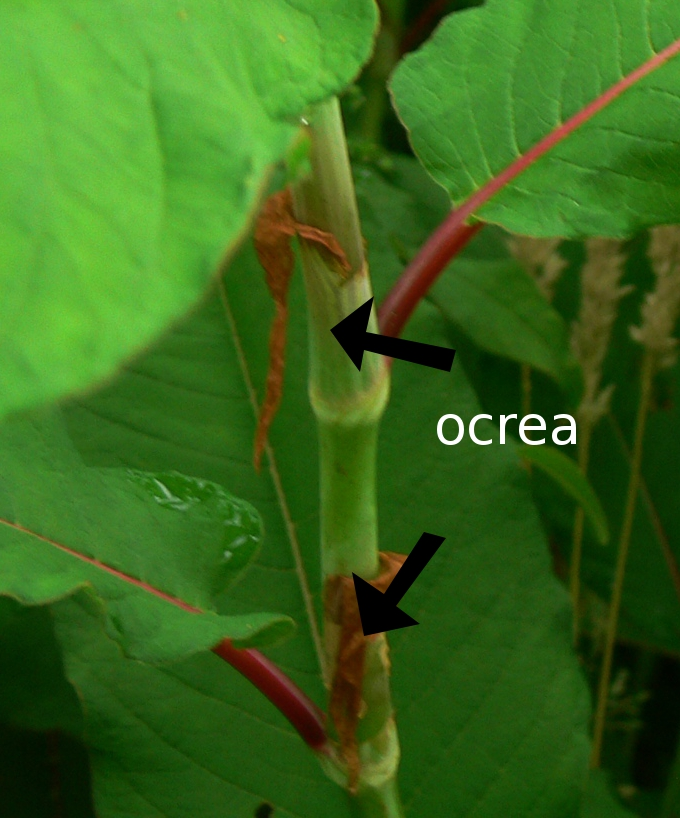
Ócrea en Polygonum polystachyum.